# Rebelión de Brașov
La rebelión de Braşov (en rumano: Revolta de la Brașov) fue una revuelta protagonizada por los trabajadores de las plantas de Steagul Roșu, Tractor y la fábrica Hidromecanica de Braşov contra las políticas económicas de Nicolae Ceaușescu en la Rumania comunista, que estallaron el día de las elecciones locales del 15 de noviembre de 1987.

## Antecedentes
A partir de finales de 1986 comenzaron a observarse algunas incidencias que, más tarde, condujeron a la Revolución rumana de 1989, ya que los trabajadores de todo el país se movilizaron en protesta por las políticas económicas del líder comunista Nicolae Ceaușescu. Los levantamientos laborales surgieron en los principales centros industriales de Cluj-Napoca (noviembre de 1986) y Nicolina, Iaşi (febrero de 1987), y culminaron en una huelga masiva en Braşov, una de las ciudades más grandes de Rumania. Las draconianas medidas económicas de Ceauşescu trataron de frenar el consumo de alimentos y energía y reducir los salarios de los trabajadores, dando lugar a lo que el emigrante rumano Vladimir Tismăneanu llamó "todo un descontento generalizado", haciendo Rumanía "el país del bloque del Este más vulnerable a la revolución".
Aunque Rumania fue el último de los bastiones comunistas de Europa del Este que sucumbió a la revolución en 1989, sus sentimientos representaron la volatilidad social y económica de Rumania a finales de 1980. La rebelión de Braşov reflejó esta inestabilidad y, además, fue uno de los primeros grandes levantamientos públicos contra el régimen de Ceauşescu.
Situado en el sureste de Transilvania, Braşov era la ciudad más desarrollada industrialmente de Rumania, con más del 61% de la mano de obra que en ese momento trabajaba en la industria. Una clase obrera calificada surgió en la década de 1960 cuando el gobierno comunista obligó a migraciones de campesinos moldavos a operar fábricas de Braşov. Por lo tanto, el declive industrial en Europa del Este a mediados de la década de 1980 golpeó de forma especialmente severa a Braşov y sus trabajadores.
El plan de reducción de la deuda de Ceauşescu a partir de 1982 provocó el colapso del mercado de consumo de la ciudad. El dinero destinado a la producción y distribución de alimentos a su vez fue desviado al pago de la deuda a Occidente. Por lo tanto, el estado racionó alimentos clave y bienes de consumo, dando lugar a largas colas para obtener los productos más básicos. En este clima de depresión económica y escasez de alimentos estalló la rebelión en Braşov el 15 de noviembre de 1987.

## Rebelión
A temprana hora de la mañana del 15 de noviembre de 1987, día de las elecciones locales, los trabajadores de la planta local Steagul Roşu (fabricante de camiones) protestó por la reducción de salarios y la eliminación de 15.000 puestos de trabajo en la ciudad. Alrededor de 20.000 trabajadores abandonaron sus puestos y marcharon hacia la sede del Partido Comunista en el centro de la ciudad. En primer lugar, los manifestantes expresaron ruidosamente reivindicaciones salariales pero, a continuación, gritaron consignas como "¡Abajo Ceauşescu!", "¡Abajo el comunismo!", "¡Abajo la dictadura", "Queremos pan" y cantaron himnos de la Revolución de 1848.
Más de 20.000 trabajadores de la planta de Braşov Tractor, la fábrica Hidromecanica y un número de ciudadanos se unieron a la marcha. La multitud saqueó el edificio de la sede, del ayuntamiento y tirararon los retratos de Ceauşescu. En una época de importante escasez de alimentos, los manifestantes se enfurecieron particularmente al encontrar los edificios oficiales con gran abundancia de alimentos preparados para celebrar la victoria electoral local. Una hoguera masiva de registros y la propaganda del partido ardió durante horas en la plaza de la ciudad.
Al anochecer, las fuerzas de la Securitate y el ejército rodearon el centro de la ciudad y se disolvió la revuelta por la fuerza mediante gases lacrimógenos, perros y vehículos blindados. Aunque no hubo muertos, unos 300 manifestantes fueron arrestados. Sin embargo, dado que el régimen decidió restarle importancia al levantamiento como "casos aislados de vandalismo", las sentencias no excedieron los dos años de prisión, que era una pena relativamente moderada en el código penal comunista. A partir de 1990, se documentaron hasta 100 condenas de prisión, mientras que otros han sido reubicados a la fuerza en todo el país.
A pesar de la rebelión de Braşov, ésta no condujo directamente a la Revolución pero propinó un duro golpe al régimen de Ceauşescu y la confianza popular en los sindicatos se resintió. Esta revuelta reflejó lo que el historiador Denis Deletant se refirió como "la incapacidad de Ceauşescu a prestar atención a las señales de una creciente conflictividad laboral, sumiendo a ciegas al país con las mismas medidas [económicos], aparentemente indiferentes a sus consecuencias".
Por lo tanto, la rebelión de Braşov subrayó el creciente descontento entre los trabajadores contra el régimen de Ceauşescu, además, que anunciaba los levantamientos populares que traería la caída del régimen comunista en Rumania y sólo dos años después la Rebelión volvió a Braşov en diciembre de 1989, mientras que los rumanos derrocaron al régimen de Ceauşescu y lo ejecutaron.